# Келінь
Келінь, Келіні (рум. Călini) — село у повіті Бакеу в Румунії. Входить до складу комуни Колонешть.
Село розташоване на відстані 256 км на північ від Бухареста, 26 км на схід від Бакеу, 67 км на південь від Ясс, 142 км на північний захід від Галаца.

## Населення
За даними перепису населення 2002 року у селі проживали 446 осіб, усі — румуни. Усі жителі села рідною мовою назвали румунську.